# Said Belqola
Said Belqola (Arabisk: سعيد بلقولة)(14. juli 1955 – 15. juni 2002) var en marokkansk fodbolddommer. Han dømte internationalt under det internationale fodboldforbund, FIFA, fra 1993 til 2001, hvor han afsluttede sin karriere da han faldt for aldersgrænsen på 45 år for internationale dommere. Året efter i 2002 døde Belqola af kræft.
Belqola er den eneste fodbolddommer fra Afrika, der har dømt en VM-finale. Han dømte nemlig finalen ved VM 1998 mellem Brasilien og Frankrig som Frankrig vandt 3-0.